# Sociedade de Arqueologia Bíblica
A Sociedade de Arqueologia Bíblica foi fundada em Londres em 1870 por Samuel Birch para promover a arqueologia bíblica. Ela publicou uma série de Proceedings nos quais alguns artigos importantes apresentados à Sociedade foram preservados.
Em 1919, a Sociedade de Arqueologia Bíblica fundiu-se com a Royal Asiatic Society da Grã-Bretanha e Irlanda.